# サガロ
サガロ  (ロシア語: Сагалло; アラビア語: ساغلو; フランス語: Sagallou) とは、ジブチのタジュラ湾にある村で、1889年にロシアの聖職者及び冒険家がこの地を占領した。

## 名前
偶然かどうかは不明だが、「サガロ」（または「サカロ」）はソマリ文化における太陰月の1つである。

## 歴史
オスマン帝国は16世紀から19世紀にかけてこの地域を名目上は支配していた。 しかし実際には、タジュラのアファール・スルタンが実権を握っていた。1841年、イギリス人のウィリアム・コーンウォリス・ハリスがアンコバルへ向かう途中、サガロを訪れたのもこの頃だった。遠征の報告書を書いた彼の助手の外科医は、村には井戸の水が豊富にあったと述べた。
 フランス, (フランス領ソマリランド), 1883-1889年 

 ロシア帝国, (ニューモスクワ), 1889年

 フランス, (フランス領ソマリランドの後フランス領アファル・イッサ) 1889–1977年 

1870年代初頭までにエジプトはこの地域で勢力を増し、1873年にはエジプト軍がサガッロやタジュラ湾のその他の場所を占領したが、その支配は長くは続かなかった。 1884年、タジュラのスルタン、ムハンマド・ロイターはサガロをソシエテ・フランセーズ・ドボックのポール・ソレイエに譲渡し、エジプト軍を撤退に追い込んだ。

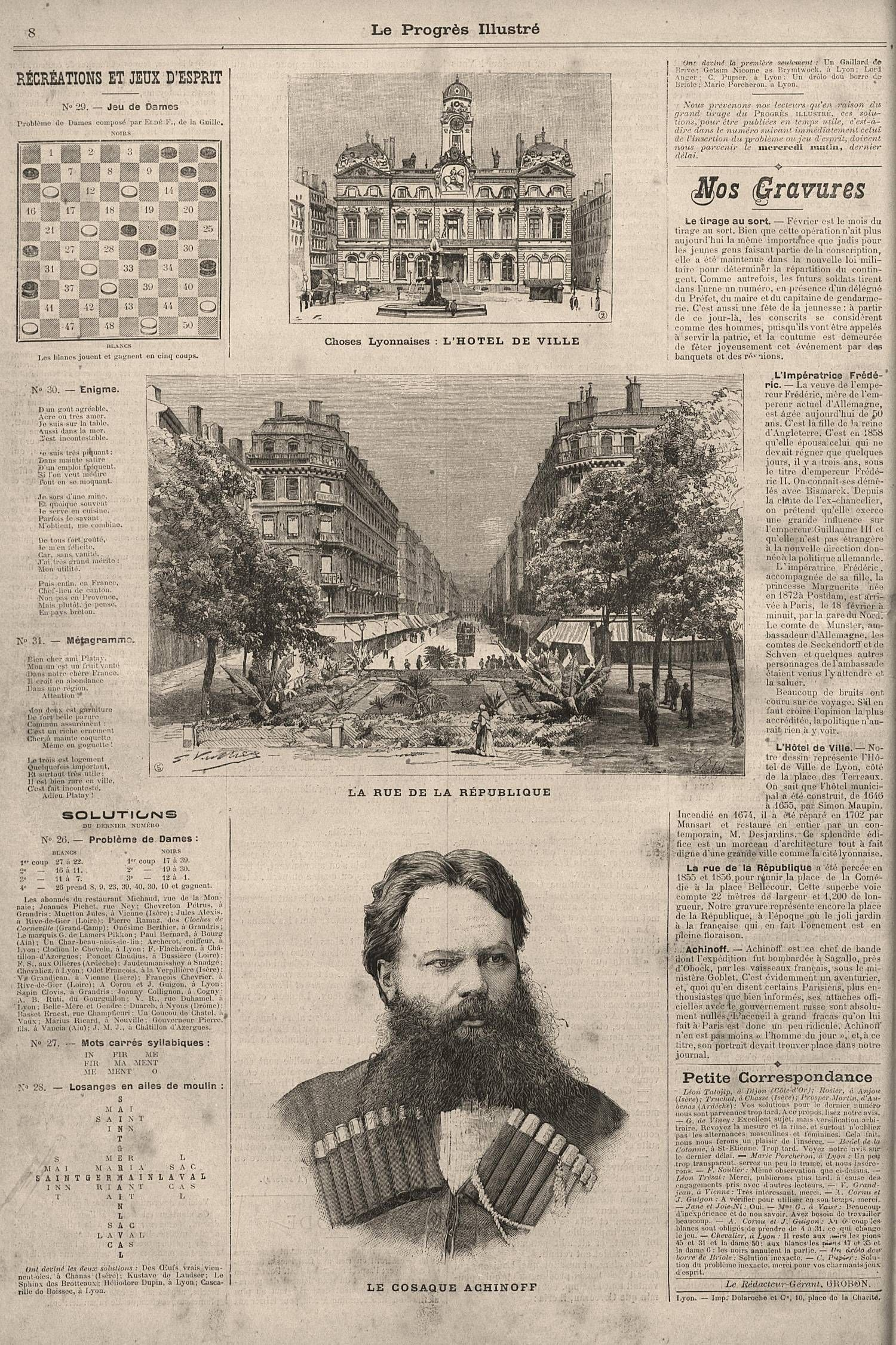
アチノフの遠征に関する ル・プログレ の記事

1883年、ロシアの冒険家でペンザの領主であったニコライ・イワノビッチ・アチノフ（1856年生まれ）は、両国間に聖職的、政治的関係を築くためにアビシニアを訪問していた。 ロシアに戻った後、アチノフは自由なコサックであると主張しながら、1888年にタジュラ湾への入植遠征の計画を表明した。 アチノフは参加者に対し、ムハンマド・ロイターがこの地域の土地を永久に保有していると保証した。 1888年12月10日、アチノフは165人のテレク・コサックとともに、オデッサからアレクサンドリアに向かう船コルニーロフ号に乗船した。 その後遠征隊はラザレフ号に乗り、ポートサイドに到着した。 そこでアチノフはオーストリアの船アムフィトリダを借り、1889年1月6日にタジュラ湾に入港。遠征隊はエチオピアの司祭のグループに迎えられた。 アチノフはコサックを自分の支配下に置くのに苦労したが、一部のコサックがダナキル人を襲撃し、地元の部族民をライフル銃で追い払った後、牛と羊を盗んだ。 スルタンはアチノフから賠償金として60フランを受け取った。 フランス外務省はアチノフの行動の説明をロシアに要求し、パリのロシア大使はロシア帝国と彼は距離を置いていると説明した。1月14日、放棄されたエジプトのサガロ砦がアチノフの遠征の新たな拠点として選ばれた。 アチノフはこの砦をニューモスクワと名付けた。聖ニコラウス教会としてテントが建てられ、遠征隊の旗が掲げられた。 遠征隊の規模に関する噂はすぐにマスコミを通じて広まった。その後、数人の入植者がオボックに逃亡し、フランス人に入植地の所在を知らせた。 2月5日、コサックはフランス巡洋艦1隻とフランス砲艦3隻に気づいた。領土侵犯として最後通告が発せられたが、アチノフはそれを誤解し、降伏しなかった。 その後の砲撃はアチノフ側にとって全くの驚きであり、入植者6名が死亡、22名が負傷した。 砲撃を受け、降伏を示すために白いシャツをたくし上げた。 ロシア政府はアチノフを皇帝への不服従と海賊行為で非難し投獄した。入植者はフランス軍により逮捕され、ザビヤカ号でオデッサに強制送還された。
1977年、3度の住民投票を経て、フランス領アファル・イッサは最終的に、新たに形成された国ジブチとしてフランスから独立した。 この時点で水は不足しており、サガロ村は発電機を使って給水ポンプを動かしていたが、発電機に電力を供給するためのディーゼルを購入するのに十分な金を集めることができないことがよくあった。 しかし21世紀初頭、ユニセフが支援するプロジェクトにより、丘の上に太陽電池パネルが設置され、水中ポンプに電力を供給し、必要なときにいつでも水を供給できるようになった。

## 気候
| サガロの気候           | サガロの気候 | サガロの気候 | サガロの気候 | サガロの気候 | サガロの気候 | サガロの気候 | サガロの気候 | サガロの気候 | サガロの気候 | サガロの気候 | サガロの気候 | サガロの気候 | サガロの気候  |
| 月                     | 1月          | 2月          | 3月          | 4月          | 5月          | 6月          | 7月          | 8月          | 9月          | 10月         | 11月         | 12月         | 年            |
| ---------------------- | ------------ | ------------ | ------------ | ------------ | ------------ | ------------ | ------------ | ------------ | ------------ | ------------ | ------------ | ------------ | ------------- |
| 平均最高気温 °C （°F） | 29.2 (84.6)  | 29.4 (84.9)  | 31.4 (88.5)  | 33.5 (92.3)  | 36.5 (97.7)  | 40.1 (104.2) | 41.8 (107.2) | 40.8 (105.4) | 38.0 (100.4) | 34.2 (93.6)  | 31.5 (88.7)  | 29.9 (85.8)  | 34.69 (94.44) |
| 平均最低気温 °C （°F） | 20.2 (68.4)  | 23.2 (73.8)  | 24.6 (76.3)  | 26.2 (79.2)  | 28.8 (83.8)  | 31.7 (89.1)  | 31.0 (87.8)  | 30.5 (86.9)  | 30.8 (87.4)  | 26.5 (79.7)  | 24.1 (75.4)  | 21.0 (69.8)  | 26.55 (79.8)  |
| 降水量 mm （inch）     | 10 (0.39)    | 8 (0.31)     | 12 (0.47)    | 13 (0.51)    | 7 (0.28)     | 1 (0.04)     | 6 (0.24)     | 20 (0.79)    | 9 (0.35)     | 11 (0.43)    | 22 (0.87)    | 15 (0.59)    | 134 (5.27)    |
| 出典：Climate-Data.org |              |              |              |              |              |              |              |              |              |              |              |              |               |